# Řád za sportovní zásluhy (Pobřeží slonoviny)
Řád za sportovní zásluhy (francouzsky: Ordre du Mérite Sportif) je státní vyznamenání Pobřeží slonoviny založené roku 1968.

## Historie a pravidla udílení
Řád byl založen dne 3. září 1968. Udílen je za významné zásluhy o tělovýchovu a sport.

## Insignie
Řádový odznak má tvar medaile s vyobrazením dvou postav na stupínku vítězů se třemi olympijskými kruhy v pozadí. Medaile je převýšena hlavou slona.
Stuha je žlutá se dvěma úzkými červenými proužky.

## Třídy
Řád je udílen ve třech řádných třídách:
- komandér
- důstojník
- rytíř

komtur
důstojník
rytíř